# Asirska religija
Asirska religija srodna je i, često, isprepletena s religijama okolnih zemalja, a osobito s babilonskom religijom. Usto, valja razlikovati službenu, državnu religiju Asirije od one narodne. Izvori za proučavanje asirske religije u prvom su redu dokumenti pisani klinastim pismom, koji se odnose na obrede, himne, čarobnjaštvo i slično. Tako da se većina onoga što se danas može reći o asirskoj religiji, zapravo odnosi na onu državnu.

## Politeizam i kult
Politeistička narav asirske religije može se usporediti s onom u Sumeru ili Babiloniji, premda je u asirskoj religiji broj božanstava bio manji. Vrhovni bog bio je Ašur, kralj bogova, a slijedila ga je božica Ištar, te bogovi Ninurta, Šamaš, Adad i Sin. Oko svakoga od ovih božanstava razvio se kult koji je uključivao hramsko zdanje i zigurat, te svećenstvo i pomoćno osoblje. Kult je podrazumijevao redovito obavljanje religijskih obreda i prinošenje žrtava.
Glavno božanstvo, Ašur, bilo je gotovo bezlično u odnosu na ostale asirske bogove. Iako je on vladao Asirijom i svim bogovima, nije imao gotovo nikakvu ulogu u mitologiji. Mnogo je životniji lik božice Ištar, božice borbe i ljubavi, koja je u mitologiji imalo vjerojatno središnju ulogu. Pretpostavlja se da je najveći dio mitoloških pripovijesti o ovoj božici babilonskoga porijekla. Bila je zaštitnica dvaju velikih gradova: Ninive i Arbele, što govori i o velikom štovanju što su joj ga Asirci ukazivali. Imala je svoje proročice koje su padale u trans te asirskim vladarima naviještale uspjeh u ratu i vođenju zemlje. Ova su proroštva zapisivana i slana kralju iz njezina svetišta u Arbeli. Ninurta, bog ratovanja i lova, bio je Ašurov prvorođenac, a štovanje mu je osobito proširio Ašur-nasir-pal II. koji mu je posvetio središnji hram u prijestolnici Kalahu. Adad je bio bog oluje i kiše, a Šamaš bog sunca, ali i pravde, koja ja bila odgovornost boga sunca i u babilonskoj religiji. Sva su asirska božanstva, osim Ištar, muškoga roda, što odražava dominantnu ulogu muškaraca u asirskom društvu. Ištar, kao jedina značajnija božica, zapravo je bila božanstvo Ninive u predasirskom razdoblju.

## Babilonski utjecaj
Poput asirske kulture općenito, tako je i religija bila pod snažnim utjecajem Babilonije. Tri babilonska božanstva - Enlil, Marduk i Nabu - kroz različita su povijesna razdoblja igrala važnu ulogu i u Asiriji. Štovanje Enlila pojavilo se prvi puta u vrijeme Šamši Adada I. (1813. – 1781. pr. Kr.), da bi na kraju bio poistovijećen s Ašurom koji je preuzeo Enlilove atribute i kult. Mardukov kult pojavljuje se u 14. st. pr. Kr., a štovanje mu se toliko proširilo da je Sanherib u 7. st. pr. Kr. pokušao iskorijeniti njegov kult. Poznati babilonski ep Enuma Eliš nameće Marduka kao vrhovno božanstvo. On ubija božicu Tijamat i od njenog prepolovljenog tijela stvara svijet. U 9. st. pr. Kr. proširilo se i štovanje Nabua, a hramovi su mu građeni po asirskim gradovima.
U razdoblju Srednjoasirskog Carstva, za koje imamo dovoljno pisanih tragova, babilonski je utjecaj u religiji posvuda prisutan. Većina asirskih religijskih proslava i blagdana, a osobito blagdan Nove godine, pod izravnim su babilonskim utjecajem.

## Niža božanstva
U asirskoj religiji postojala su i mnoga niža božanstva, svako sa svojim hramovima i svetištima. Svaki je grad imao mnogo hramova posvećenih ovim božanstvima ili velike hramove u kojima se obavljao kult više takvih božanstava.

## Hram
Hram je predstavljao i građevinu, ali i zajednicu ljudi u točno određenom hijerarhijskom ustroju i, u početku, s vlastitim ekonomskim izvorima. Ipak, do početka Novoasirskog Carstva hramovi više nisu bili ekonomski neovisni, nego su imali udjela na plijenu s kraljevskih vojnih pohoda. Time su postajali bogatiji, ali su izgubili dio vlasti nad upravom svetišta. Osim svećenika, u hramsko osoblje ubrajali su se i pisari, umjetnici, kuhinjsko osoblje i sluge.

## Uloga kralja i Nova godina
Kralj je bio vrhovni svećenik u zemlji, jer je bio Ašurov predstavnik na zemlji. Morao je redovito biti prisutan na mnogim religijskim obredima. Hramski obredi, proroštva i gatanja imali su snažan utjecaj na kralja, te je on morao tražiti mišljenje svećenika i proroka o svim važnijim državnim pitanjima.
Proslava Nove godine (Akitu) bila je najvažniji asirski religijski obred. Najveći dio obreda obavljao se u Akitu hramu, koji se nalazio izvan zidina svakog većeg asirskog grada. Dio obreda bila je vrlo razrađena procesija s kipovima bogova, nakon koje je slijedilo narodno veselje. Svake godine ovaj je blagdan uključivao i slavlje krunidbe, za kojega je bog Ašur potvrđivao pravo aktualnoga kralja da vlada još godinu dana. U tom obredu, velikaši su obnavljali prisegu vjernosti kralju.

## Odnos prema drugim religijama
Asirci su bili tolerantni prema drugim religijama i religijskim običajima, te nisu nastojali pokorenim narodima nametnuti štovanje Ašura ili nekog drugog asirskog božanstva. S druge strane, odnosili su religijske simbole i kipove bogova štovane u osvojenim područjima, te ih držali poput taoca, kako bi osigurali podložnost tih naroda. Kad su se uvjerili da među pripadnicima pokorenih naroda nema poticaja na pobunu, otuđene su simbole vraćali. Asirski su kraljevi čak ponekad prinosili žrtve tuđim bogovima i financirali gradnju ili obnovu njihovih hramova.

## Pučka pobožnost
Vrlo je malo poznato o pučkoj pobožnosti Asiraca. Običan puk obično nije sudjelovao u velikim državnim obredima, osim što je mogao promatrati procesije koje su prolazile gradovima. Poznato je da je svaki Asirac vjerovao da ima svoga osobnog boga, koji je prenosio molitve i potrebe pojedinca višim božanstvima. Stoga je svaki čovjek morao prinositi žrtve svome osobnome bogu. Među narodom bila je vrlo raširena i magija, a dokumenti iz asirskih knjižnica spominju i gatanje.
Gatanje je bilo prisutno i u službenoj religiji, a vršilo se putem astrologije ili putem proučavanja iznutrica žrtvovanih životinja.